# Купар, Джимми
Джеймс Ку́пар (англ. James Coupar; 3 марта 1869 — 30 января 1953), более известный как Джи́мми Ку́пар (англ. Jimmy Coupar) — шотландский футболист, нападающий.

## Футбольная карьера
Родился 3 марта 1869 года в Данди. Выступал за «Данди Ауа Бойс». В 1892 году перешёл в английский клуб «Ньютон Хит», который только что вступил в состав Футбольной лиги. Стал автором первого гола «Ньютон Хит» (позднее известного как «Манчестер Юнайтед») в Футбольной лиге: это произошло 3 сентября 1892 года в матче против «Блэкберн Роверс». Всего в сезоне 1892/93 провёл за «Ньютон Хит» 23 матча и забил 6 голов. По окончании сезона покинул «язычников» и перешёл в шотландский клуб «Сент-Джонстон». Впоследствии выступал также за английские клубы «Ротерем Таун», «Лутон Таун» и «Суиндон Таун». За «Суиндон» выступал 2 сезона c 1898 по 1900 год, сыграв в общей сложности 69 матчей и забив 14 голов. В сентябре 1901 года вернулся в «Ньютон Хит» и провёл в составе клуба сезон 1901/02, в течение которого провёл 11 матчей и забил 4 гола.
Также играл за клуб «Линфилд».
Умер в январе 1953 года.